# Индустријска зона Вја Ночелето (Авелино)
Индустријска зона Вја Ночелето је насеље у Италији у округу Авелино, региону Кампанија.
Према процени из 2011. у насељу је живело 4 становника. Насеље се налази на надморској висини од 348 м.